# Аднан Яшари
Аднан Яшари (на албански: Adnan Jashari; на македонска литературна норма: Аднан Јашари) е юрист и политик от Северна Македония от албански произход.

## Биография
Роден е на 29 ноември 1965 г. в гостиварското село Дебреше. Завършва висше юридическо образование. От 1997 г. работи в Управлението за публични приходи към данъчната инспекция. В периода 1997-2002 г. учи в Прищинския университет, където защитава докторат. Доцент е в Югоизточния университет на Република Македония.

## Публикации
- A.Jashari. Subject of business law. 2009. ISBN 978-9989-2967-0-3.
- A.Jashari. Pignus according to Albanian customary law. In Jehona, pp. 12. 2009. ISBN 1857-6354.
- I.Zejneli,J.Shasivari,A.Aliu,A.Bilalli,A.Jashari. Dictionary Albanian –Macedonian and vice versa. 2008. ISBN

978-608-4503-01-9.
- A.Jashari. Direct Investment in transitional countries. 2007. ISBN 978-9989-2705-4-3.